# 코르도바주 (아르헨티나)

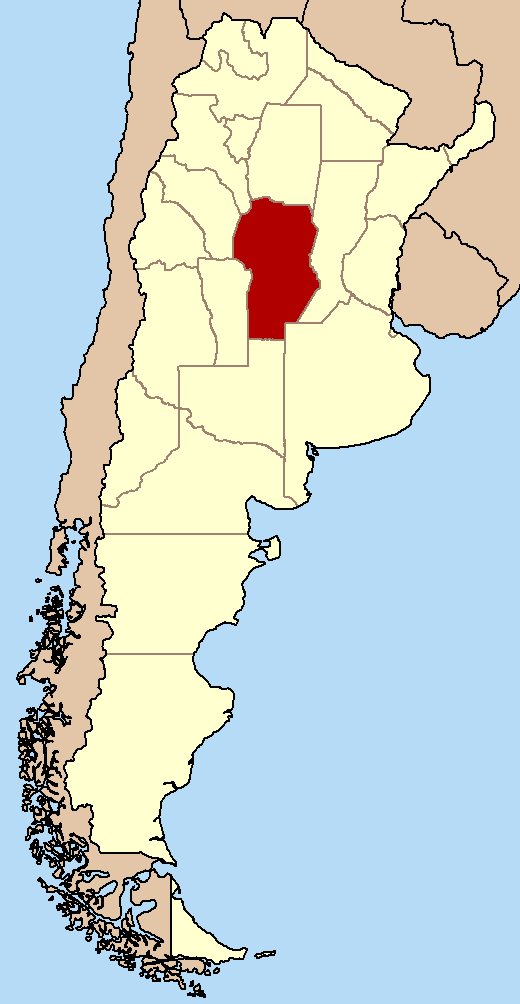
코르도바 주

코르도바주(Córdoba)는 아르헨티나 북동부의 주로, 이 나라 한가운데 자리 잡고 있다. 주도 코르도바는 아르헨티나에서 두 번째로 큰 도시이다. 인접주로는 (북쪽부터 시계방향으로) 산티아고델에스테로주, 산타페주, 부에노스아이레스주, 라팜파주, 산루이스주, 라리오하주, 카타마르카주이다. 산타페 주와 엔트레리오스주와 더불어 이 주는 소위 중앙 지역이라는 경제ㆍ정치적 협력 관계를 맺고 있다. 26개 군을 관할한다.
최남단이 남위 35도 선이다.

주기
주 문장